# Los Pollos Hermanos
Los Pollos Hermanos (pronúncia espanhola: [los ˈpo.ʝos eɾ.ˈma.nos]; em português: Os Irmãos Frangos ou Os Irmãos Galinhas) é uma rede fictícia de restaurantes de fast food especializada em frango que foi destaque na série de televisão Breaking Bad e no seu spin-off Better Call Saul. No universo fictício de Breaking Bad, Los Pollos Hermanos é apresentado como uma organização de fachada de Gus Fring utilizada para a operação de fabricação e distribuição de metanfetamina, mas também é altamente considerado pelo público em geral do Sudoeste dos Estados Unidos como uma cadeia regional a par do KFC. O cenário usado para a localização do restaurante em Albuquerque no seriado estava em uma filial da Twisters em South Valley, Novo México, e a Twisters viu um aumento nos negócios atribuído a estar associado ao Breaking Bad. Devido à popularidade da série, Los Pollos Hermanos apareceu em várias ocasiões como um restaurante temporário na vida real.

## História no universo fictício

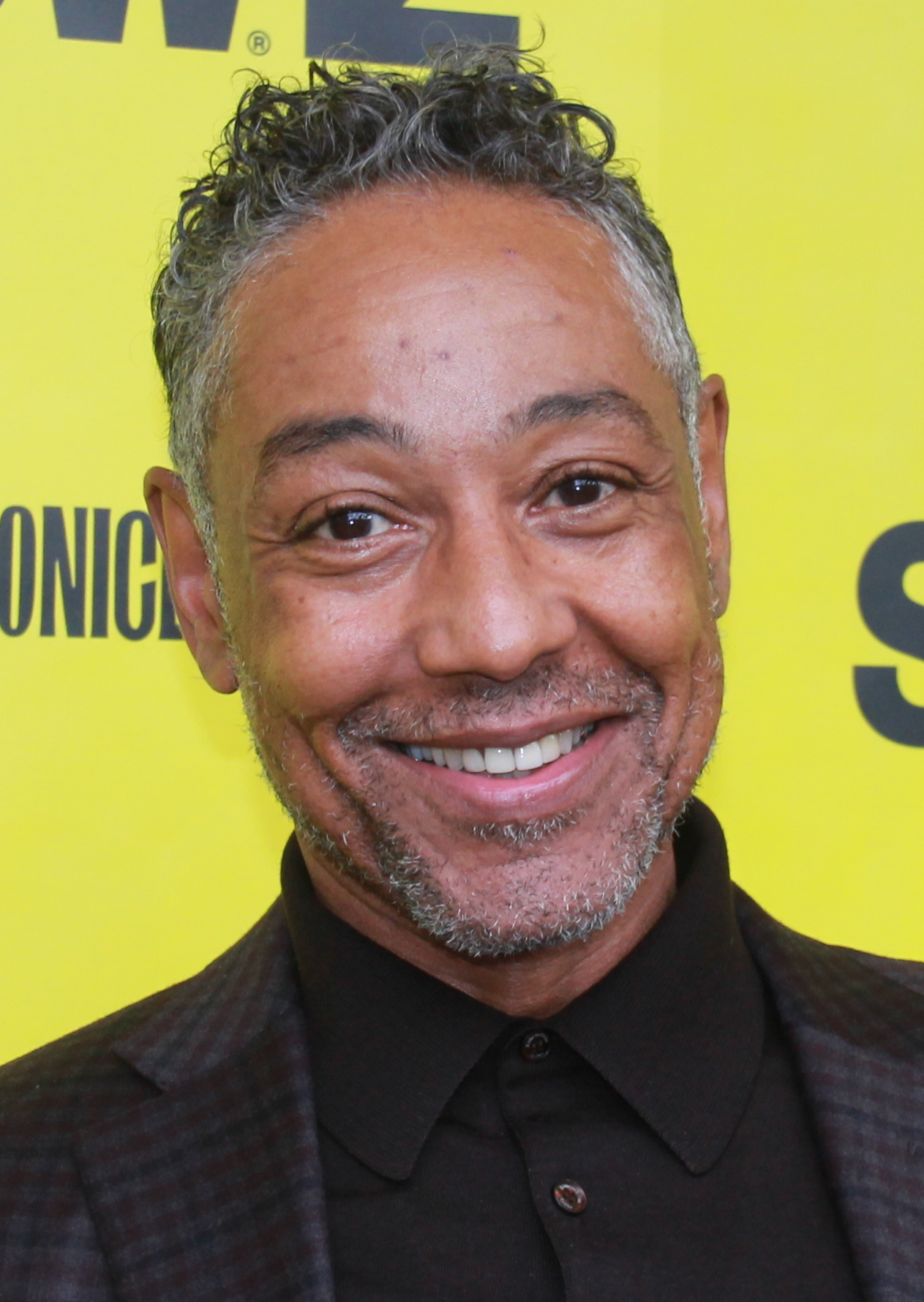
Giancarlo Esposito interpreta Gus Fring, o dono de Los Pollos Hermanos.

Los Pollos Hermanos foi fundada no México por Gus Fring (interpretado por Giancarlo Esposito) e Max Arciniega (James Martinez), cidadãos chilenos e parceiros de negócios. Uma história apócrifa contada em um comercial de televisão fictício na série sugere que foi inspirada em receitas preparadas pelos tios de Gus. Eventualmente, Gus emigrou para os Estados Unidos e abriu diversas filiais, principalmente no Novo México, e a rede cresceu para ter 14 locais em todo o sudoeste estadunidense. Os caminhões da Los Pollos Hermanos foram usados para contrabandear drogas fabricadas pelo fictício cartel de drogas do seriado através da fronteira Estados Unidos-México. Uma grande granja da Los Pollos Hermanos, nos arredores de Albuquerque, servia de fachada onde as drogas recebidas eram processadas e enviadas para as várias lojas e outros destinos. Fring mantinha os próprios restaurantes limpos de qualquer negócio relacionado a drogas ou com o cartel.
A empresa acabou se tornando uma subsidiária de um conglomerado de navegação alemão fictício, Madrigal Electromotive GmbH, cujas conexões Fring usou para aumentar ainda mais o alcance de suas operações legais e ilegais. Após a morte de Fring pelas mãos de Walter White (Bryan Cranston) e Hector Salamanca (Mark Margolis), a cadeia de restaurantes foi fechada, com o restaurante emblemático de Albuquerque sendo substituído por um Twisters (o mesmo restaurante que é usado como cenário de filmagem na vida real).

## História na vida real

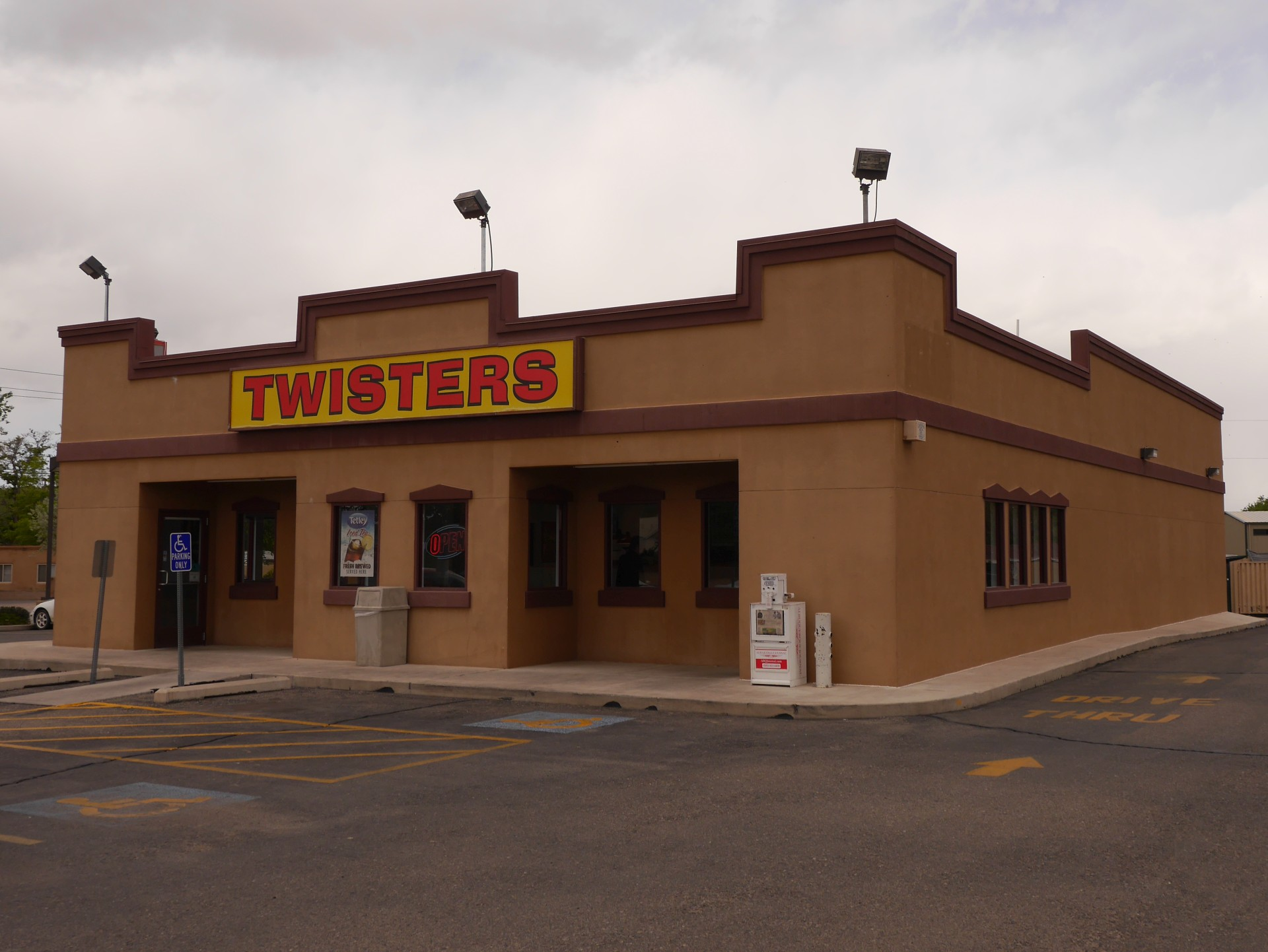
A loja Twisters em Albuquerque usada para a loja principal da Los Pollos Hermanos durante as filmagens de Breaking Bad e Better Call Saul

Enquanto Breaking Bad ainda estava sendo exibido em 2013, o Twisters alegou ter recebido um aumento de 10% na receita devido à sua associação com a série.
Em 2014, um homem do Condado de Cook, Illinois, foi preso e acusado de vários crimes, incluindo a fabricação de metanfetamina, e usava uma camisa Los Pollos Hermanos em sua foto. O criador de Breaking Bad, Vince Gilligan, revelou em um Reddit AMA de 2015 que havia negociações na Sony para transformar Los Pollos Hermanos em um restaurante de verdade.
O logotipo da Los Pollos Hermanos foi criado em 2008 pelo artista mexicano Humberto Puentes-Segura. A Topanga Productions, uma subsidiária da Sony Pictures, produtora de Breaking Bad, começou a vender mercadorias, incluindo camisetas e bonés com o logotipo Los Pollos Hermanos. Em 2016, Puentes-Segura processou a Sony Pictures e a Topanga Productions, alegando que não permitia que a Sony licenciasse ou vendesse mercadorias usando o logotipo.
Em 2017, a Los Pollos Hermanos abriu como uma série de restaurantes temporários em várias cidades. Foi anunciado para abrir em 9 e 10 de abril em Pearl Street, na cidade de Nova Iorque, embora o restaurante temporário oferecesse apenas batatas fritas e não frango, possivelmente para evitar violações da saúde de Nova Iorque. O restaurante também apareceu em Los Angeles em 10–11 de abril, e em Austin, Texas para o South by Southwest. Em 11 e 12 de abril, um evento temporário ocorreu em Thirsty Bird em Potts Point, Nova Gales do Sul, com Giancarlo Esposito fazendo uma visita no primeiro dia. A Netflix, a distribuidora internacional da série, também organizou dois eventos temporários separados na Itália, de 12 a 13 de maio, em restaurantes reais de frango frito em Roma e Milão, que foram decorados para se parecerem com os restaurantes Los Pollos Hermanos.
Em 2017, a minissérie Los Pollos Hermanos Employee Training foi lançada como uma promoção para a terceira temporada de Better Call Saul. Ganhou o prêmio de Comédia ou Drama de um Curta no 69.º Primetime Creative Arts Emmy Awards.
Em 20 de janeiro de 2018, para comemorar o 10.º aniversário do início de Breaking Bad, o local do Twisters usado para filmar o restaurante do programa foi temporariamente renovado por um único dia para se parecer com Los Pollos Hermanos. A ocasião foi paga pelos "superfãs" Edward Candelaria e Marq Smith, e supostamente não foi sancionada pela Sony Pictures ou AMC. O evento também coincidiu com o início das filmagens da quarta temporada de Better Call Saul, e vários membros do elenco de Breaking Bad, incluindo Ian Posada (Brock Cantillo) e Jeremiah Bitsui (Victor), apareceram no evento.
Em agosto de 2018, a Postmates ofereceu um serviço de entrega por tempo limitado para Los Pollos Hermanos em Los Angeles e Nova Iorque.
No final de 2019, o restaurante temporário "Breaking Bad Experience" operava na 7100 Santa Monica Boulevard, em West Hollywood, Califórnia, e incluía itens que lembravam Los Pollos Hermanos. Poucos dias depois, foi anunciado que a rede de cozinhas de entrega Family Style Inc. fez parceria com a Sony Pictures Consumer Products e começou a oferecer Los Pollos Hermanos através do Uber Eats em mercados selecionados, começando com Los Angeles. Um local temporário em Venice Beach, Califórnia, também abriu em 24 de outubro de 2019 para a estreia de El Camino: A Breaking Bad Movie.